# 日本フロアホッケー連盟
特定非営利活動法人日本フロアホッケー連盟（にほん・フロアホッケーれんめい）は、フロアホッケー活動を推進する非営利団体である。

## 概要
日本フロアホッケー連盟は、年齢や性別、障がいの有無に関わらず、また、それぞれの体力や技能レベルに応じて、全ての人が楽しめるユニバーサルスポーツであるフロアホッケーの普及・交流を通して、インクルージョン社会を創りだすことを目的として2005年12月に設立した。
2011年10月に特定非営利活動法人（NPO法人）の認証を受けた。

## 組織
東京本部事務局：東京都新宿区西新宿6丁目8番地1号 新宿オークタワー35階
長野事務局：長野県長野市上千歳町112017　Alegriaビル7階
- 理事長：増田明美
- 名誉会長：細川佳代子

### 地区組織
- 長野県フロアホッケー連盟
- 熊本県フロアホッケー連盟
- 大分県フロアホッケー連盟
- 東京都フロアホッケー連盟
- 山形フロアホッケー連盟（解散）